# 제102보충대대
제102보충대(第102補充大隊, 102nd Replacement Battalion)는 1951년 3월 창설된 대한민국 육군의 보충대이다. 2016년 11월 1일에 해체하였다.

## 역사
한국 전쟁 중이던 1951년 제주도 모슬포에서 제1훈련소로 창설된 이 보충대는 휴전 이후, 1953년 8월에 강원도 춘천시 근화동에 자리를 잡았다. 이후 1967년 12월 춘성군 신북면 율문리으로 이전했고, 1987년 10월에 현 위치인 신북면 용산리로 위치를 다시 옮겼다. 이 부대는 교통편이 어려웠던 시절, 각 부대로 배치되기 전 장병들을 모으는 중간 지점 역할을 해왔다. 제1야전군 예하 사단의 입영 장정의 관리 및 호송을 담당하였다. 매주 1천여 명씩, 한 해 4만 6천여 명, 모두 260만 명의 장정들이 거쳐 갔다. 
이 곳에 입대하는 입대자들은 전투복 등 기본 보급품을 지급받고 3박 4일 동안의 대기 일정을 마치면, 컴퓨터 프로그램에 의해 무작위로 이루어지는 부대배치에 따라 제1야전군 지역 각 사단별 신병교육대로 이동했다. 연평균 4만∼5만 명이 입영하여, 65년간 약 260여만 명이 이 부대를 거쳐 갔다.

### 해체
그러나 2015년 102보충대대의 해체설이 등장했다. 점차 교통이 발달하면서 중간 지점 역할의 필요성이 적어졌기 때문이다. 결국 군부대 통폐합 조치의 일환으로 해체가 결정되었다. 국방부는 입영 대상이 감소하는 상황과 예산 절감 등의 이점에 따른 부대 통폐합의 일환으로 보충대 해체를 추진중이라는 것이다. 이에 춘천시의원들이 집단 반대 성명을 채택하는 등 해체 철회를 요구하였지만 결국 해체는 확정되었다.
2016년 9월 27일 마지막 입영식이 열렸고, 한달 동안 부대 정리 기간을 갖고 11월 1일 공식 해체되었다. 이후 강원도 8개 시군의 제1야전군 예하 12개 사단 신병교육대에 직접 입영하게 된다.
부대가 해체됨에 따라 이 지역 상권의 타격은 불가피해졌다. 인근 지역의 음식점, 숙박업소, 택시업계 등 지역 경제에 미치는 효과가 작지 않기 때문이다. 이에 인근 주민들은 지역 활성화를 위한 부지 활용 방안 대책을 요구하고 있다. 춘천시는 숙박과 휴양, 체육시설 등이 있는 군인 복합휴양시설 건립 유치를 육군 측에 건의했다. 그리고 부대 인접부지인 1만2천m2 가량의 주차장 부지의 무상임대를 지원하거나 필요시 매각도 가능하다는 파격적인 제안도 검토했다. 그러나, 국회에서 관련 예산이 삭감돼 해당 계획은 무산되었다.
2020년 10월, 춘천시는 102보충대대 주차장에 반려동물 놀이터를 조성한다고 밝힌 뒤 연말까지의 공사 후 2021년 4월에 반려동물 놀이터를 개장하였다.

## 연혁
- 1951년 3월 : 제주도 모슬포에서 제1훈련소로 창설
- 1953년 8월 12일 : 춘천시 근화동으로 이전
- 1967년 12월 : 춘성군 신북면 율문리(현 춘천시 신북읍 율문리)로 이전
- 1987년 10월 14일 : 춘성군 신북면 용산리(현 춘천시 신북읍 용산리)로 이전
- 2016년 9월 27일 : 마지막 입영식
- 2016년 11월 1일 : 부대 해체

## 사진

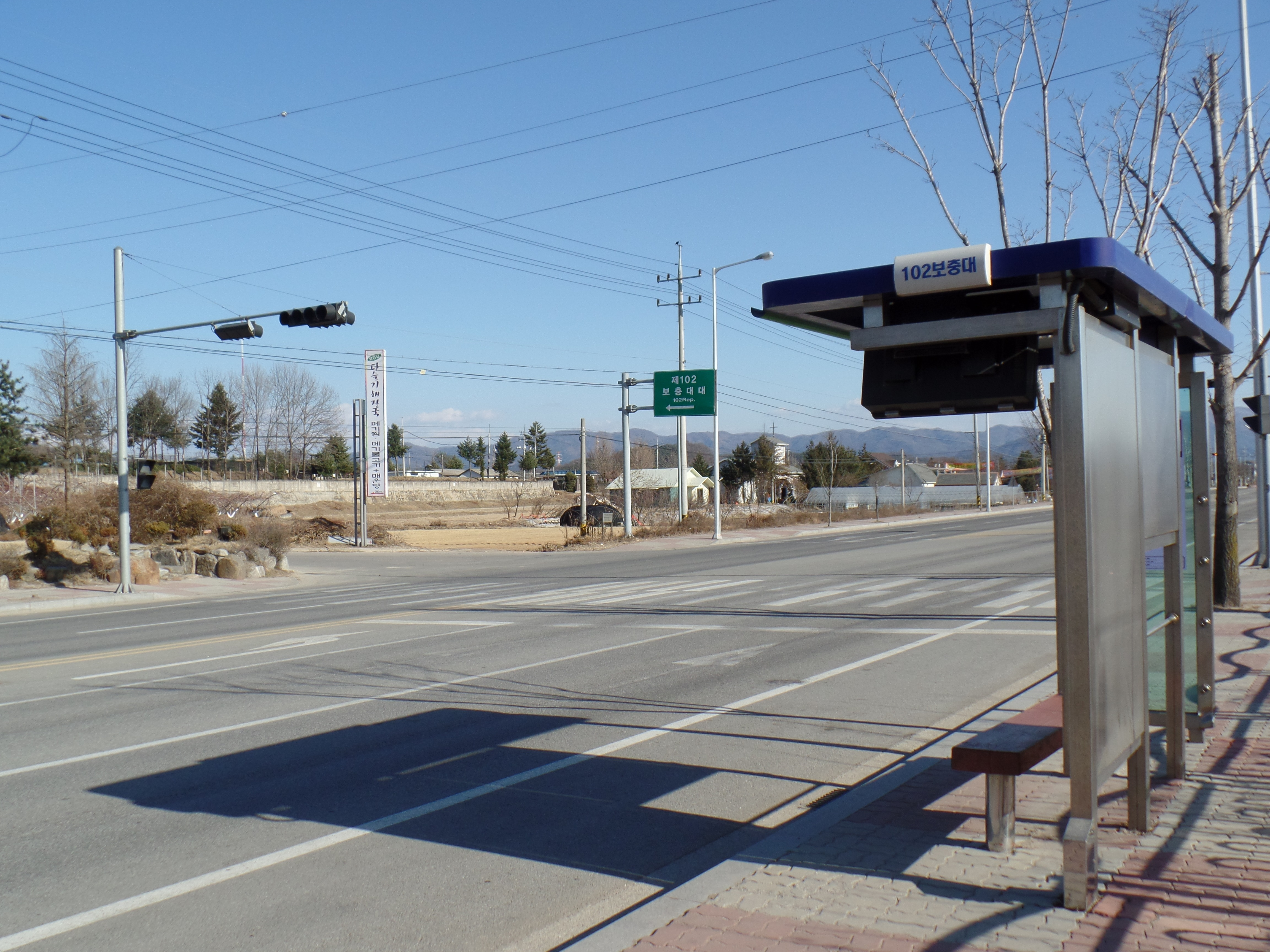
102보충대대 앞 버스정류장
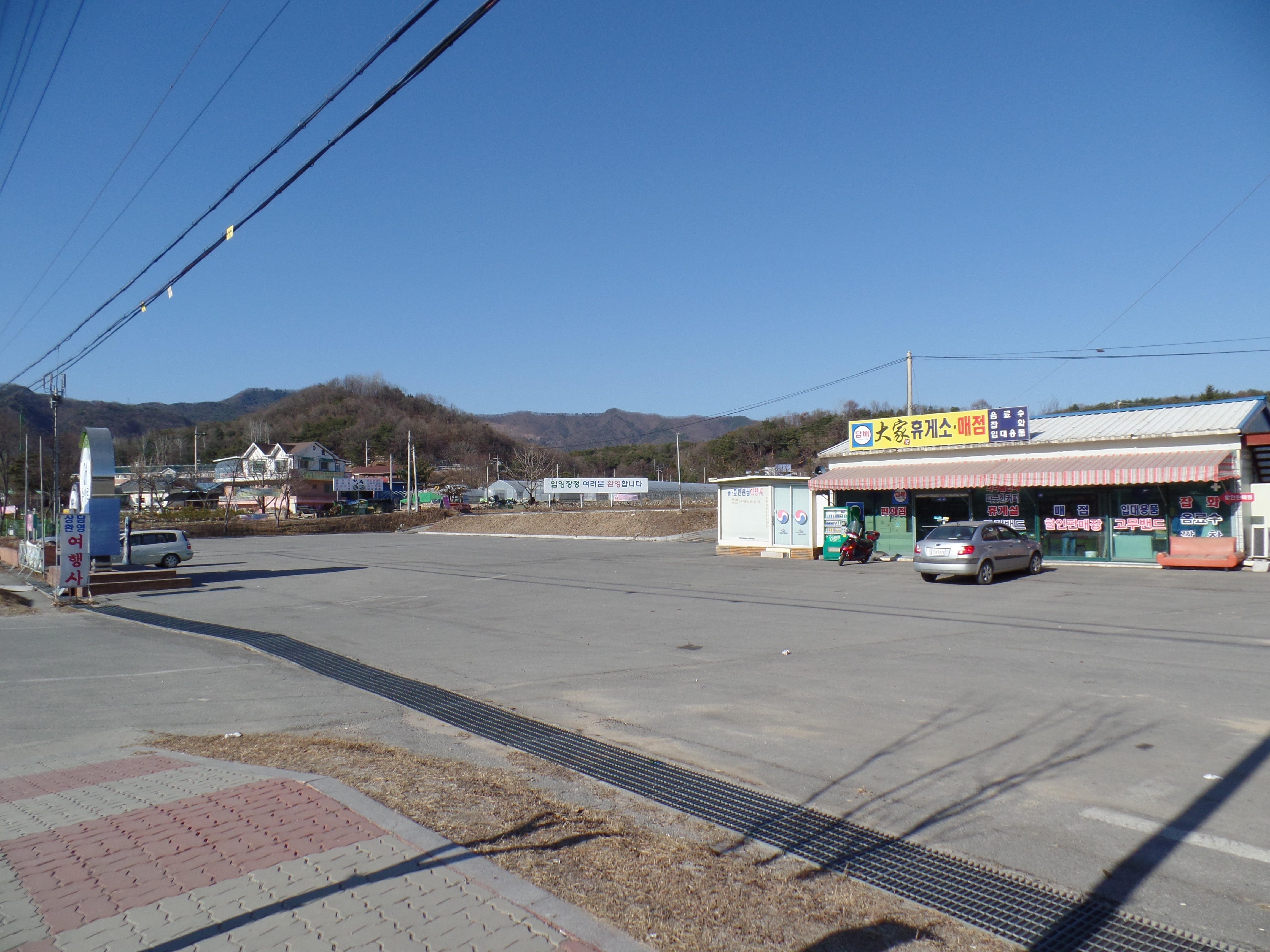
주차장 입구와 매점
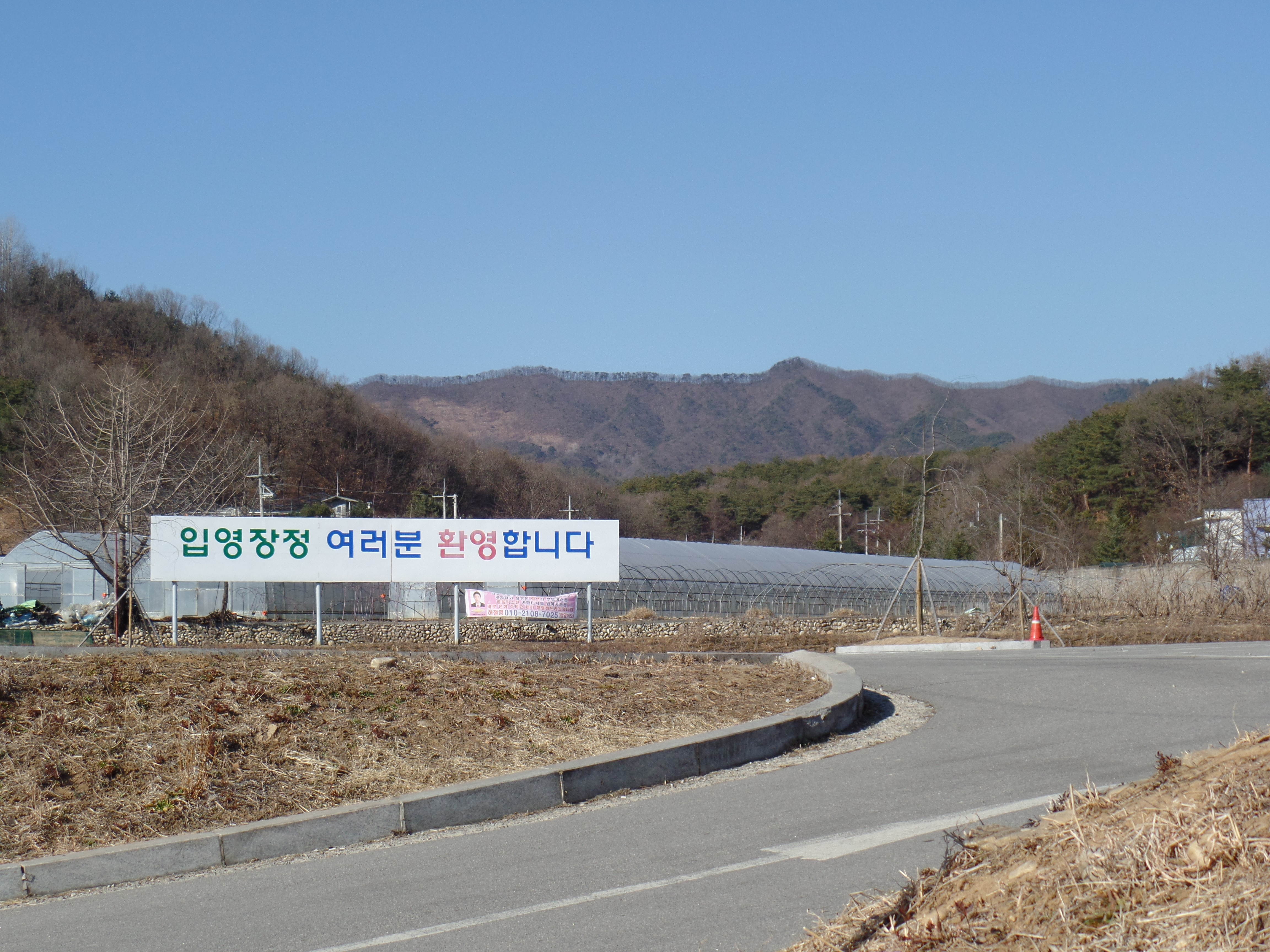
주차장 입구와 입영환영간판
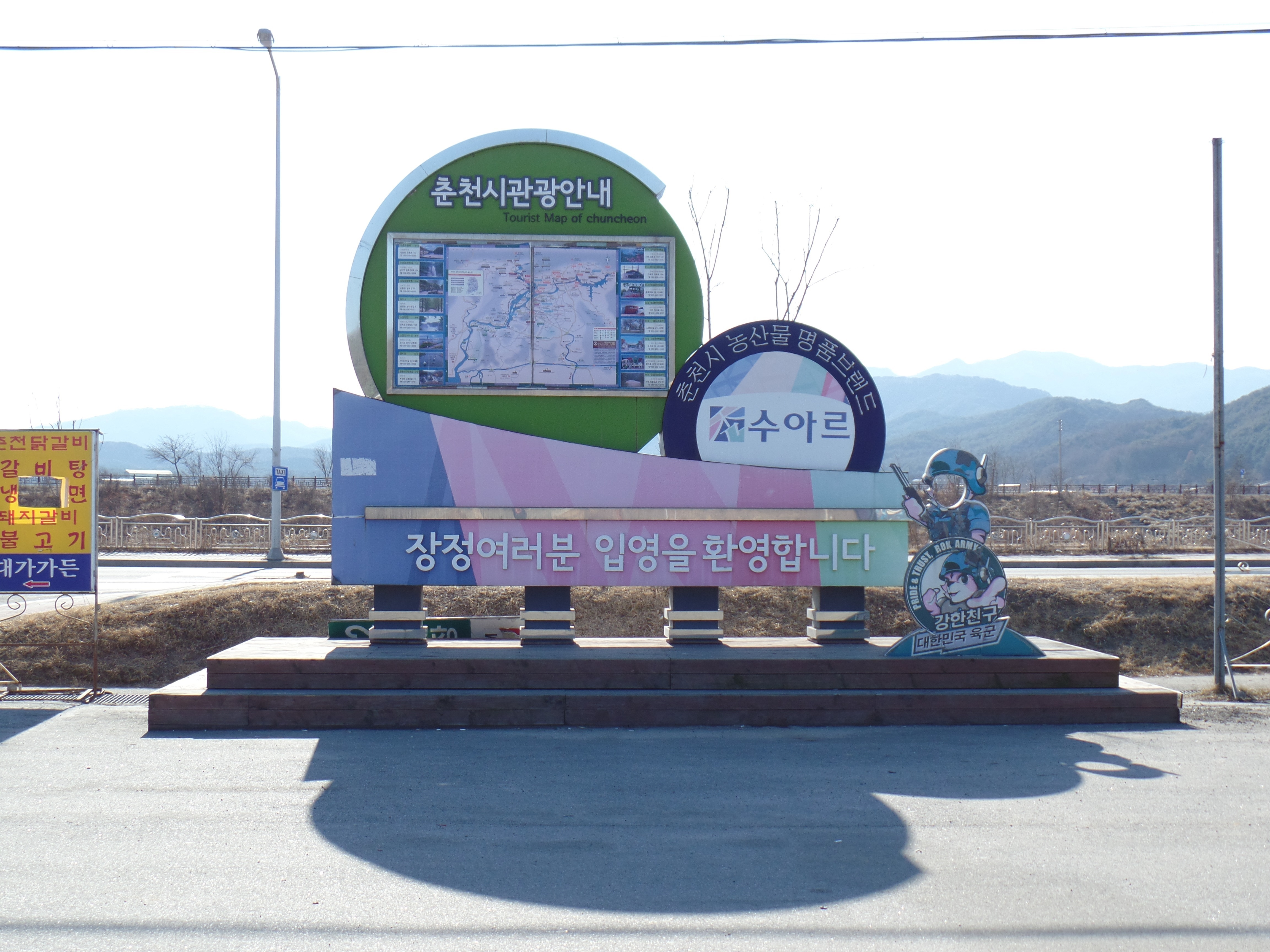
입영환영간판과 춘천시 관광안내지도
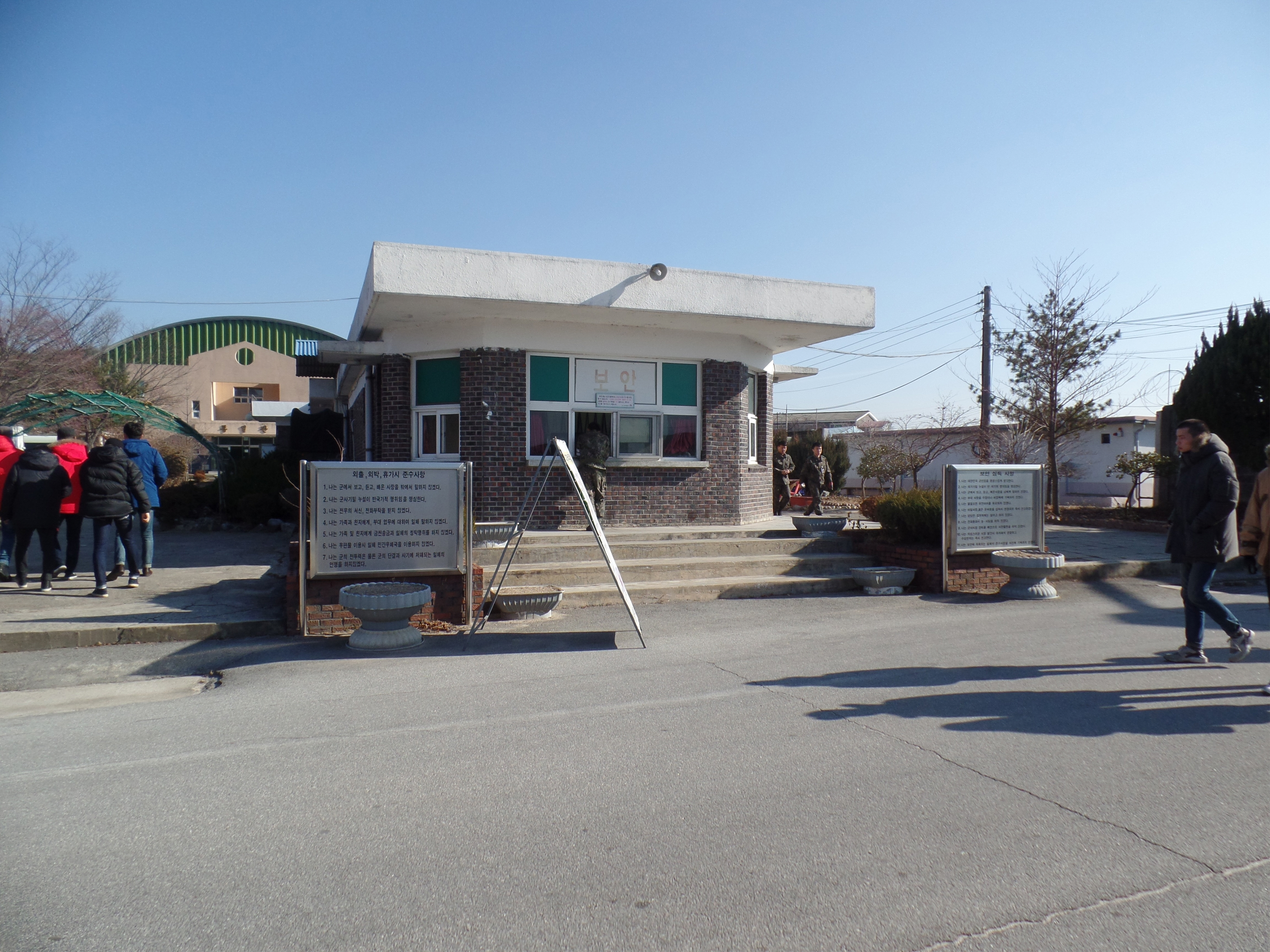
위병소
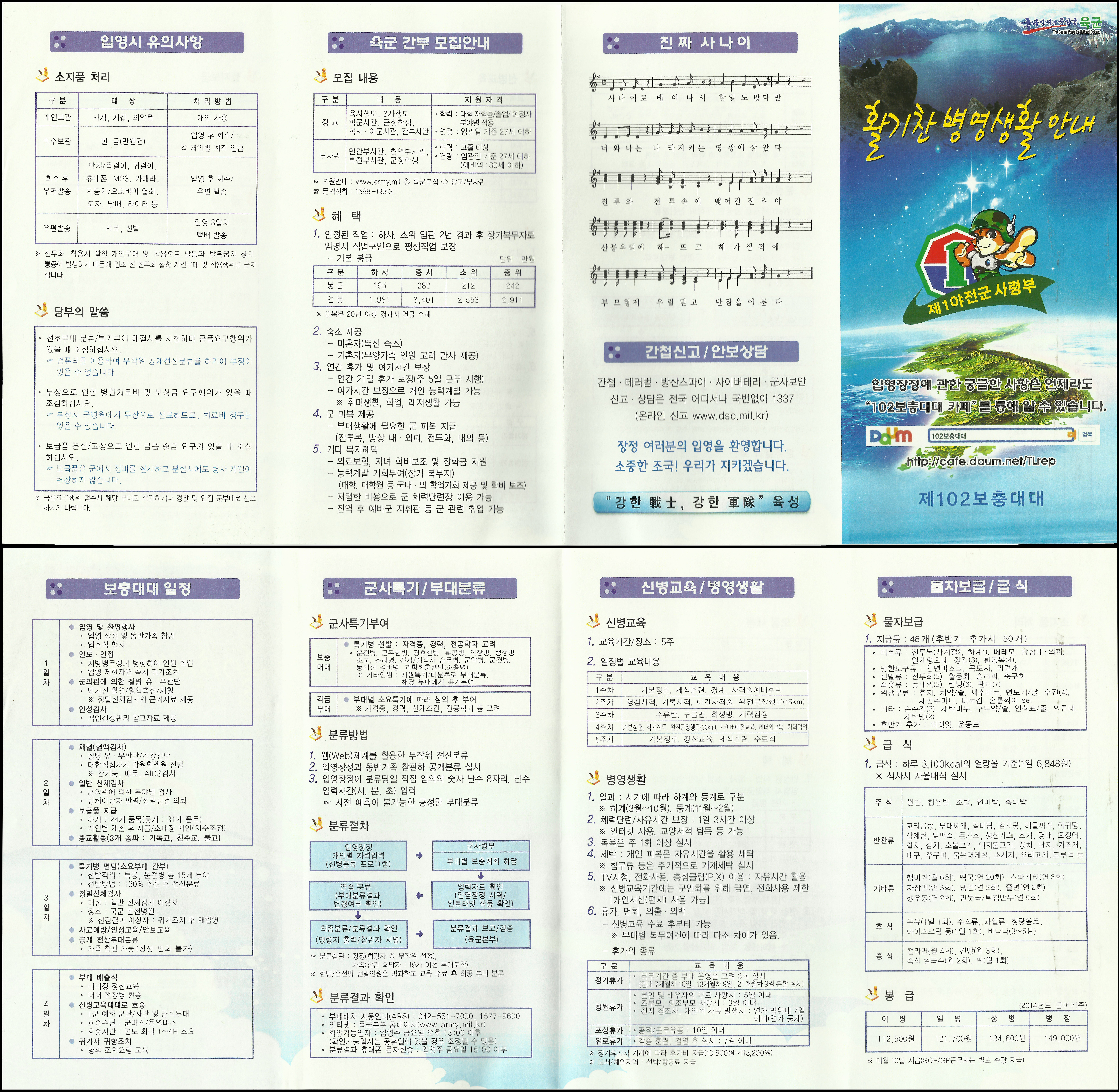
안내문
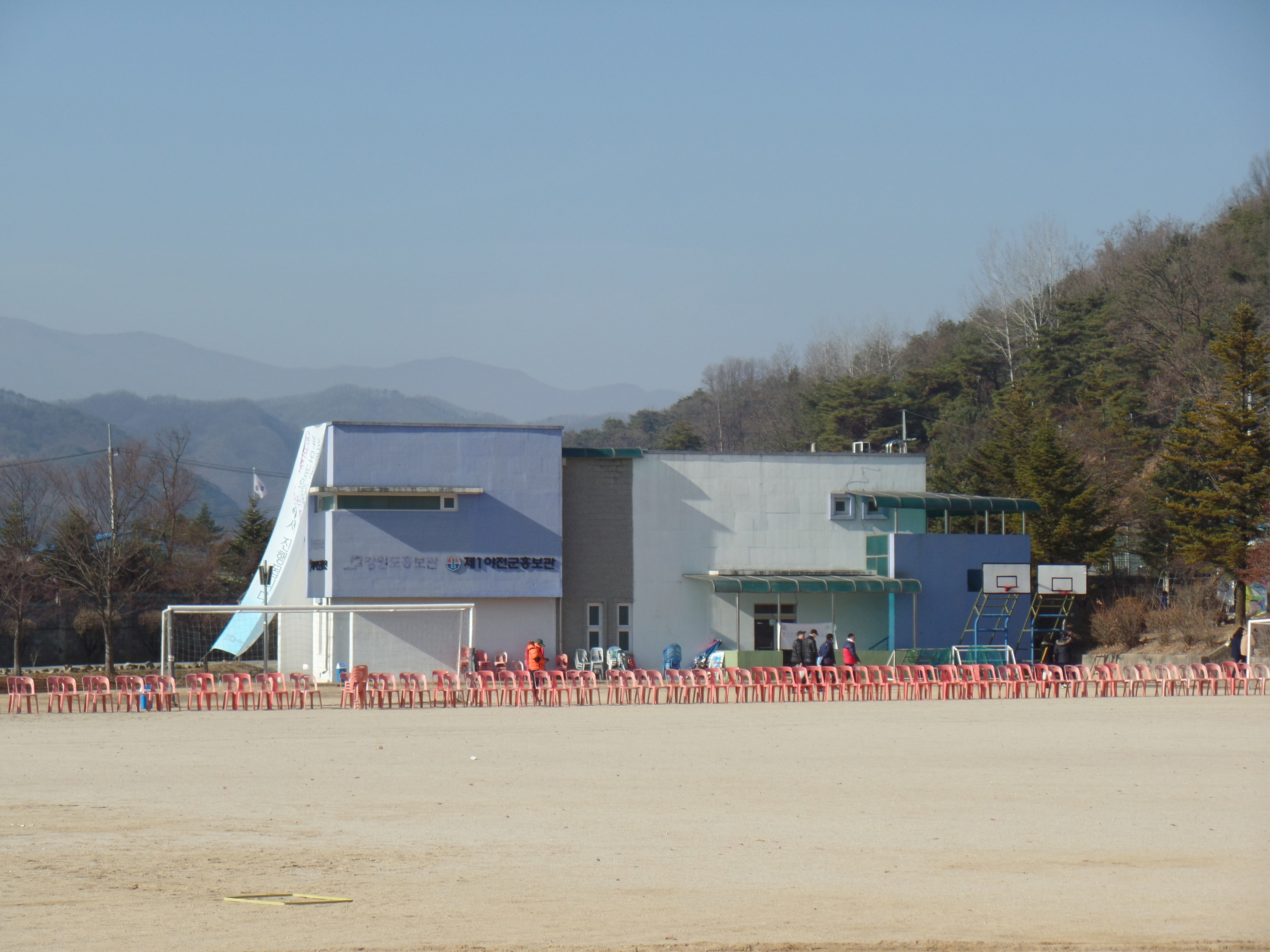
홍보관
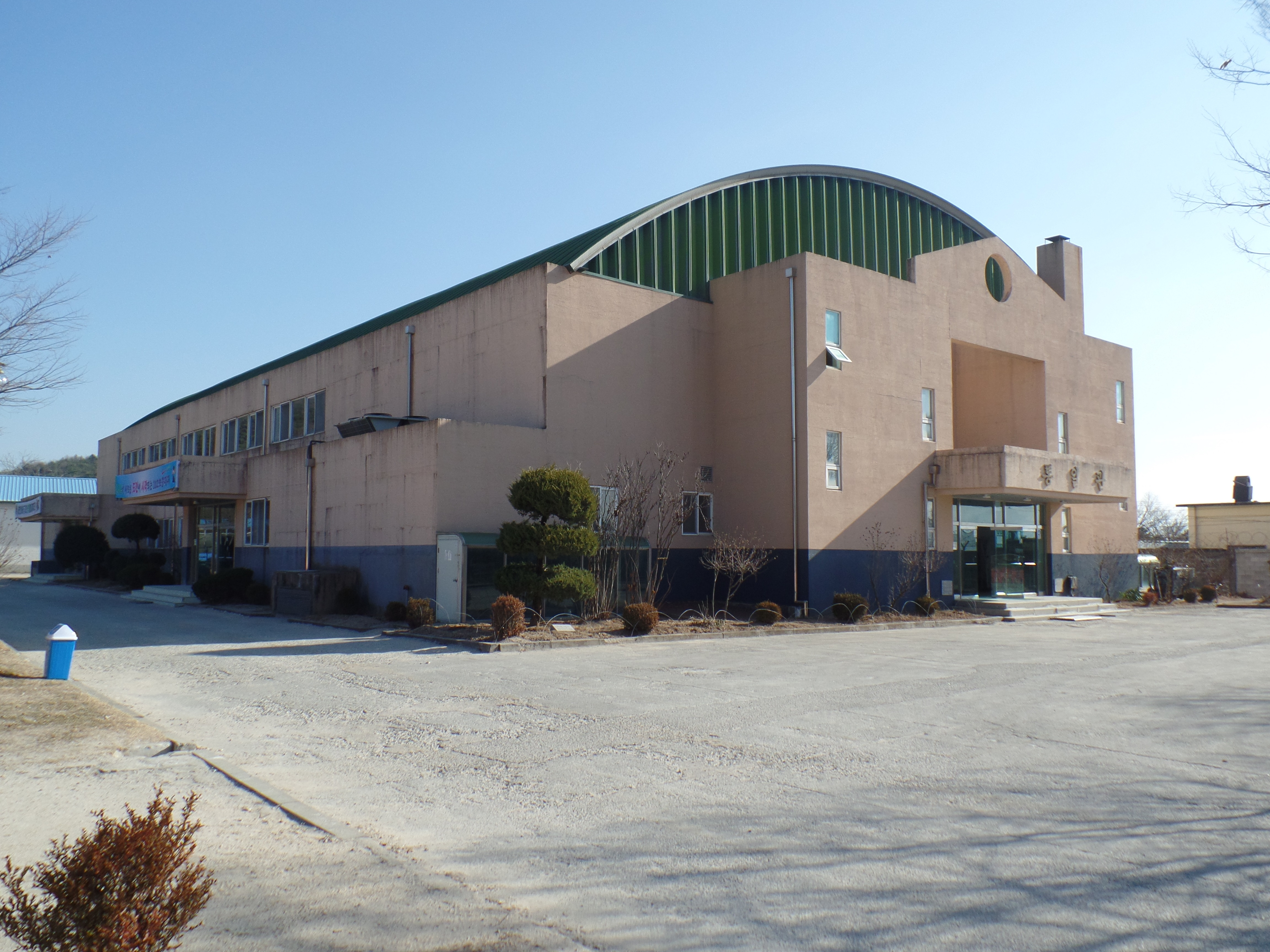
통일관
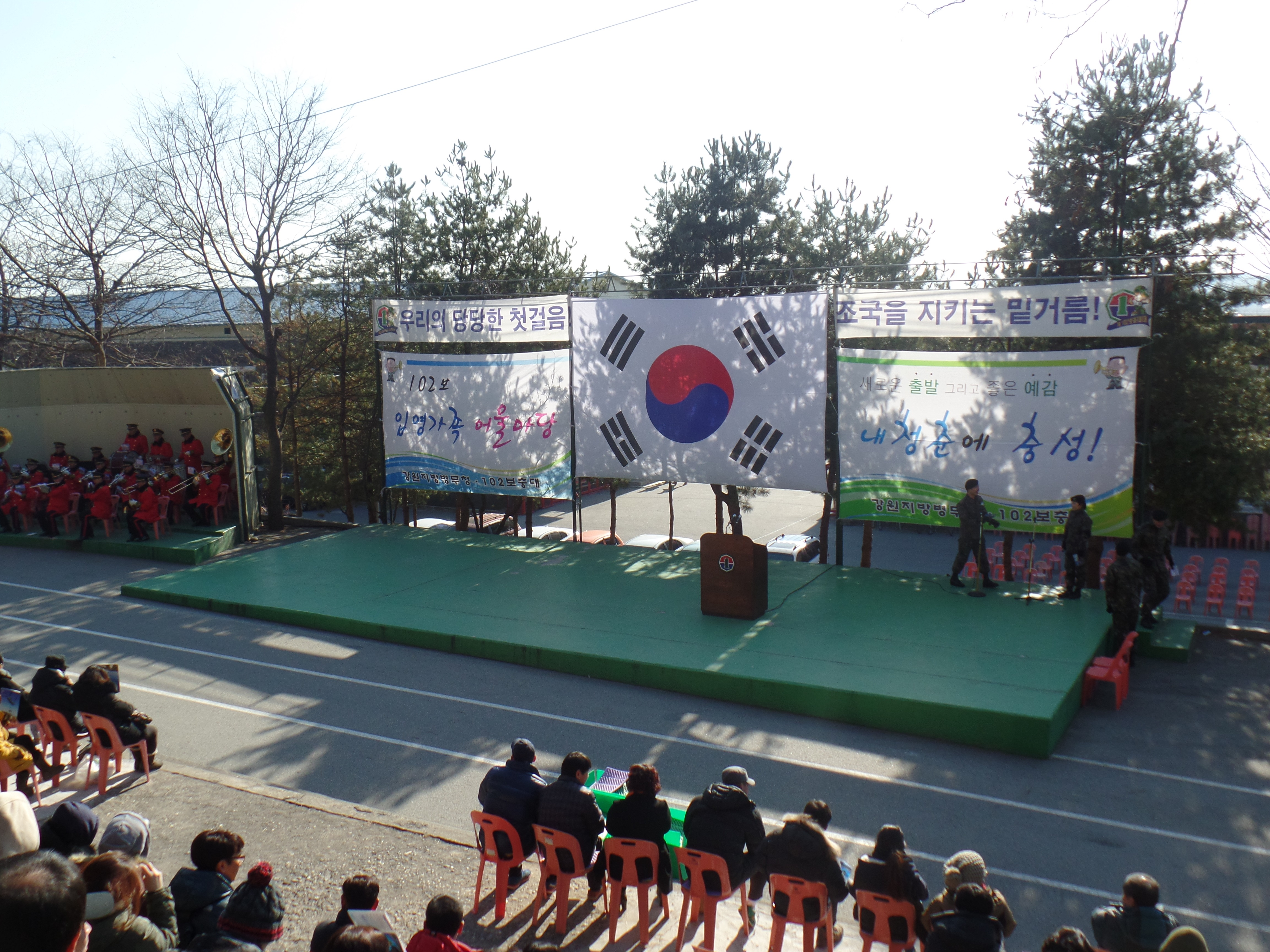
입영문화제 무대
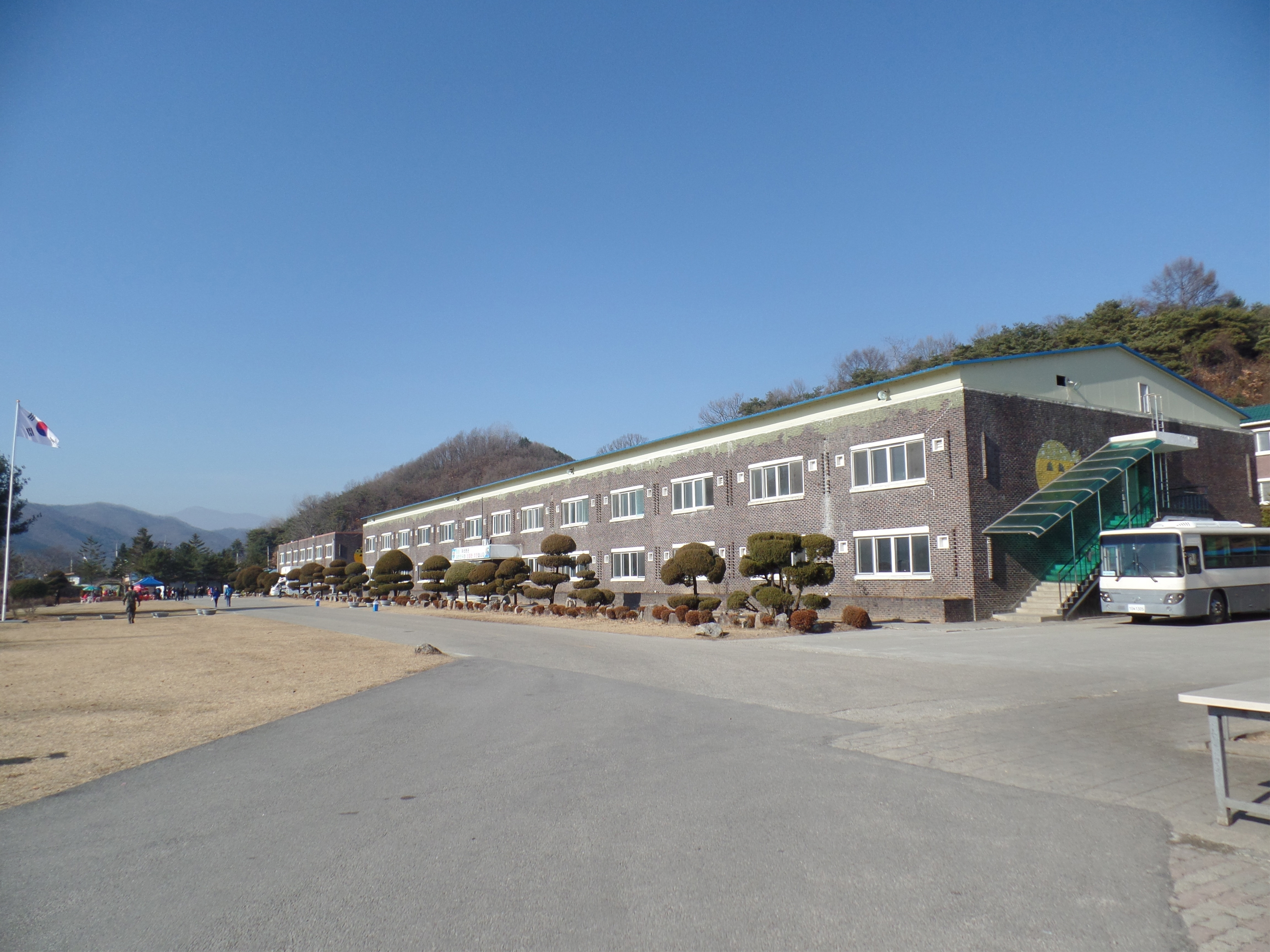
병영 건물
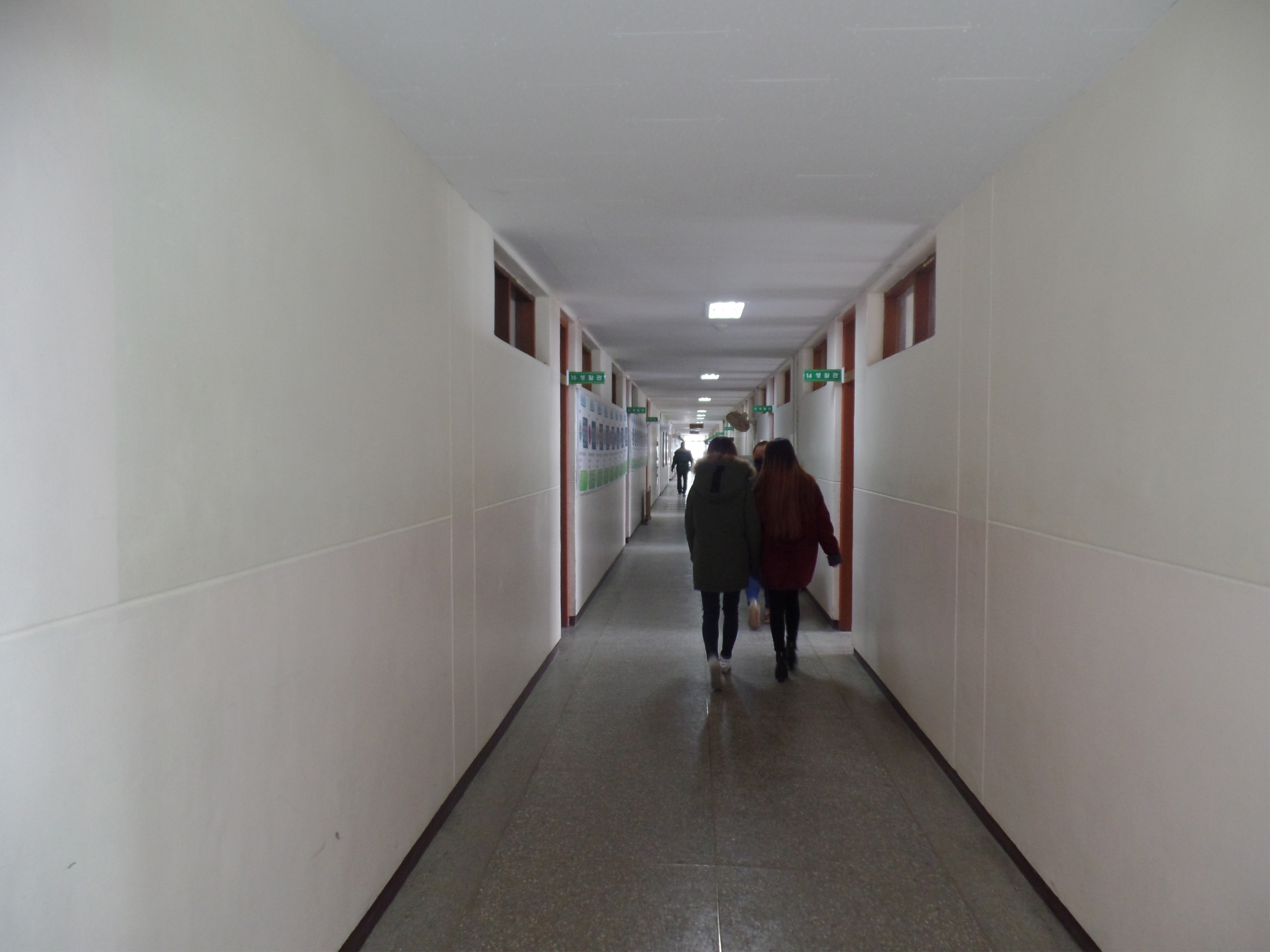
병영 건물 내부 복도
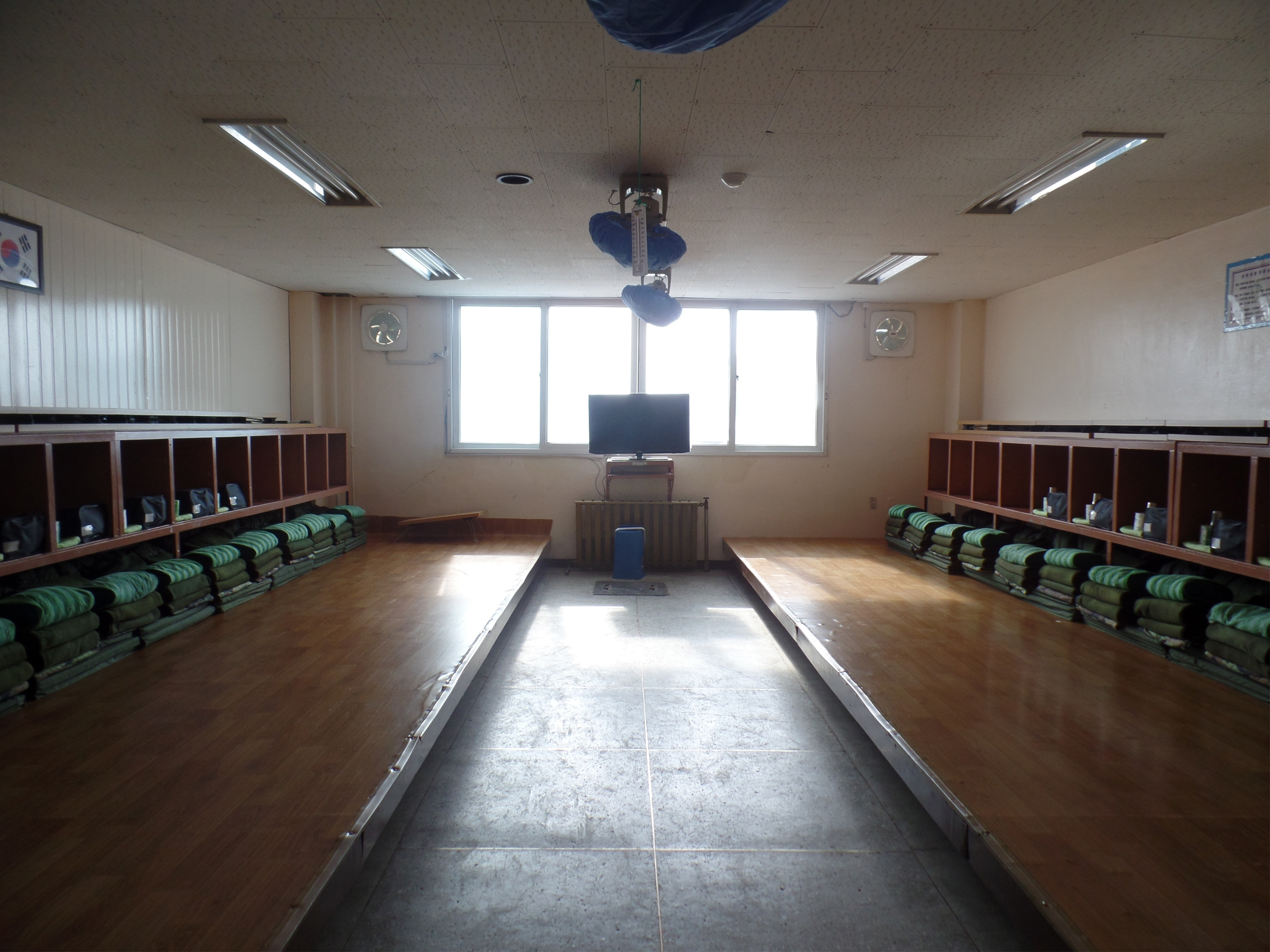
생활관
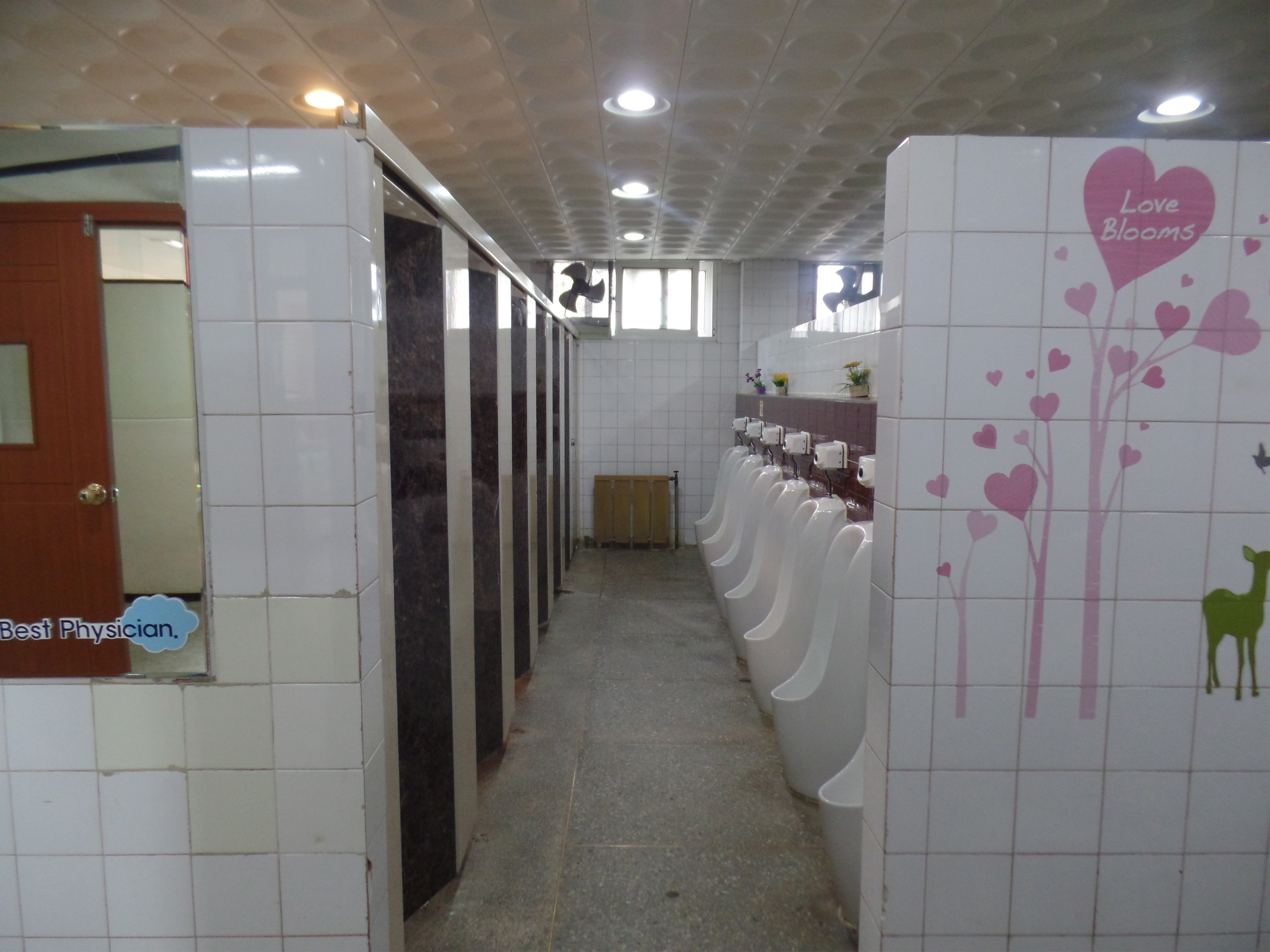
화장실
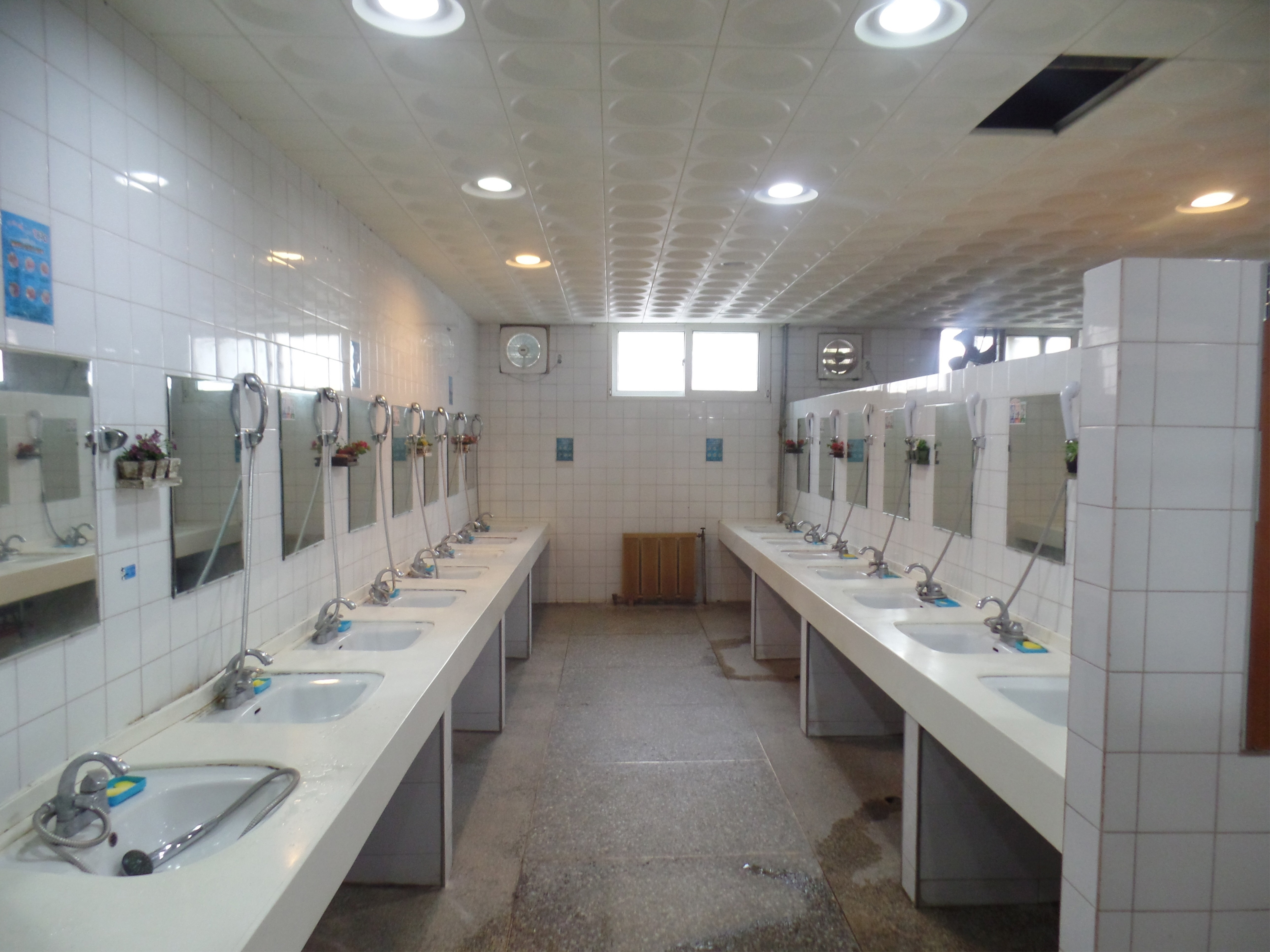
세면실
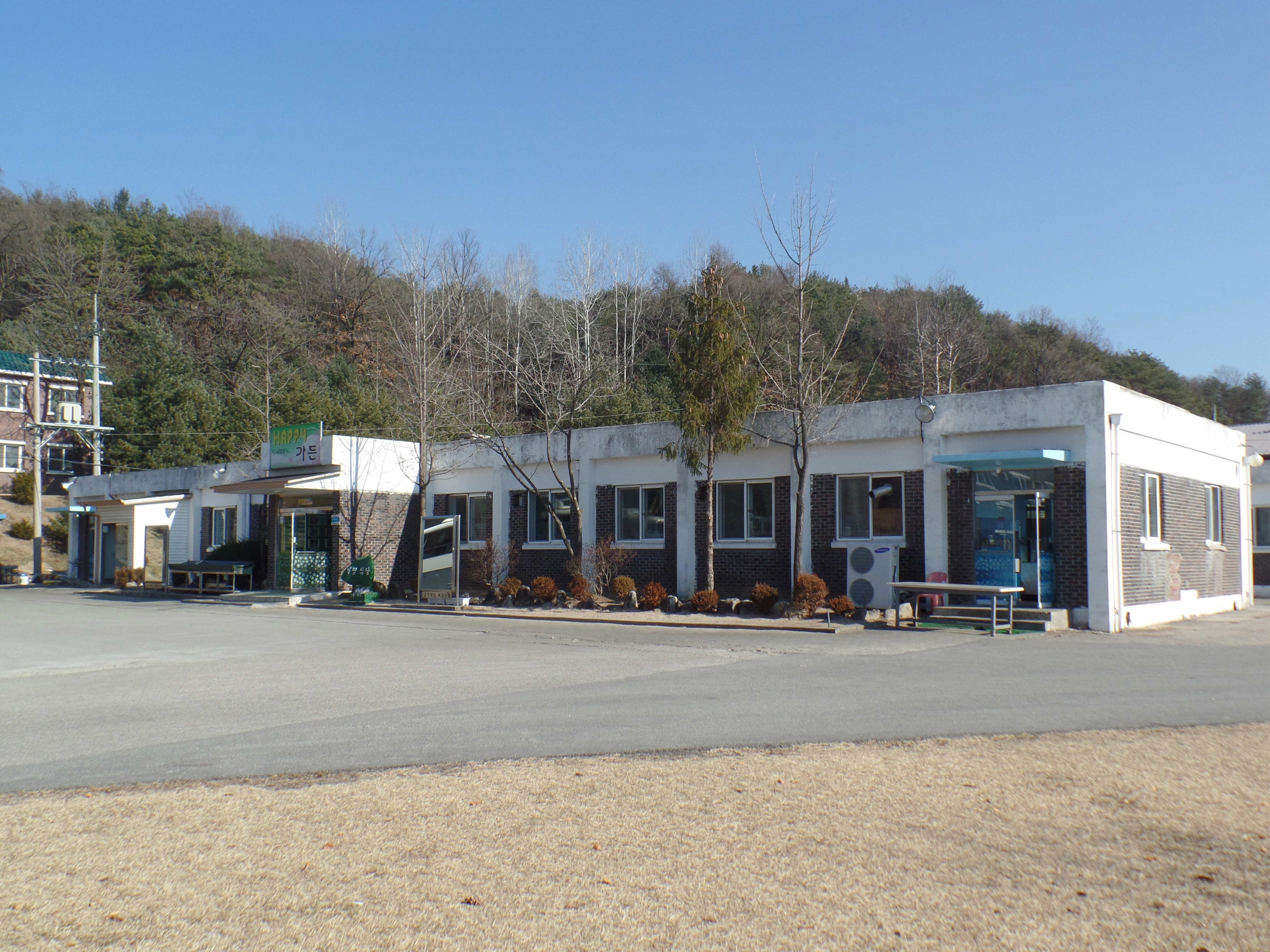
식당 건물
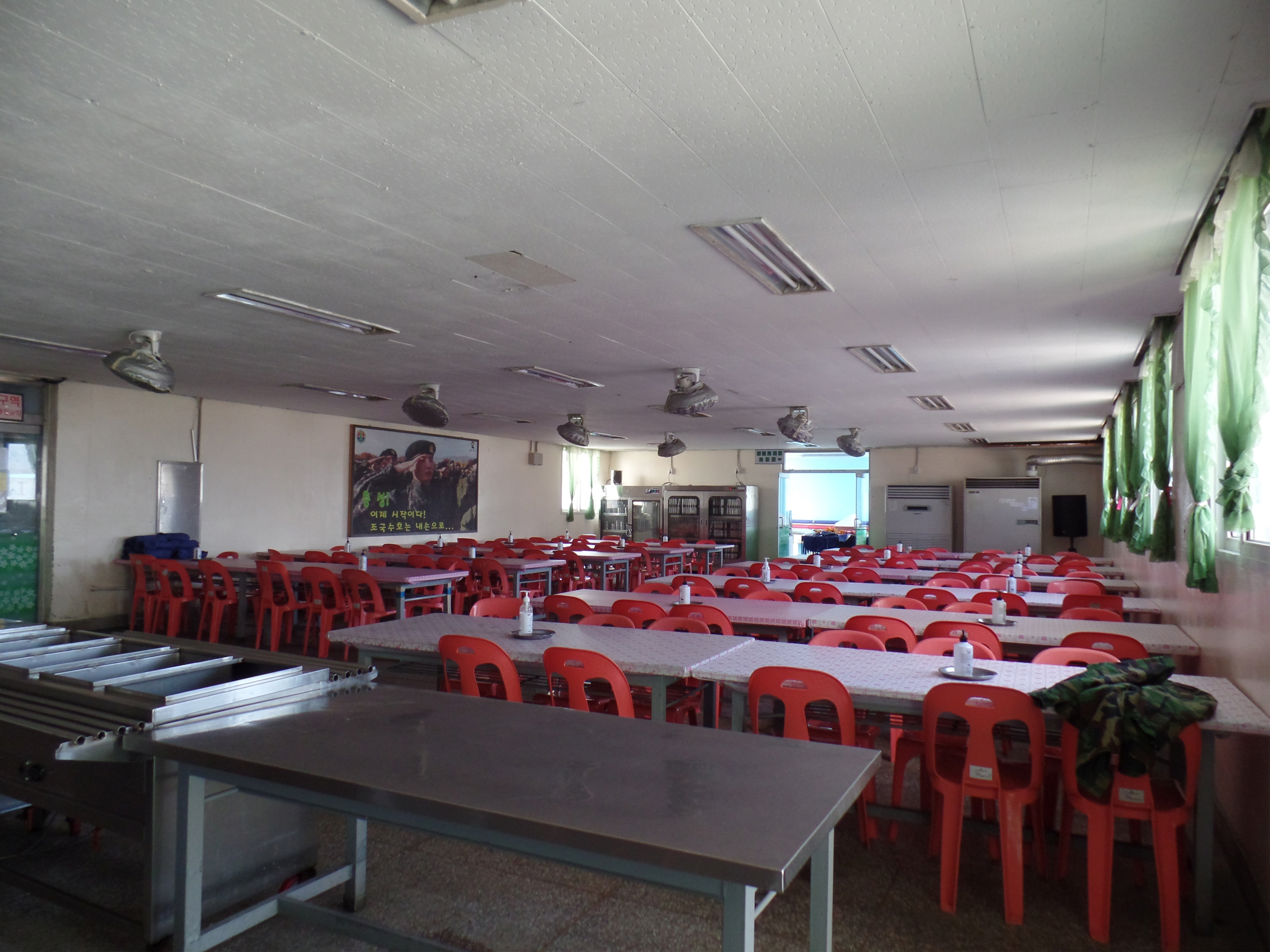
식당 내부
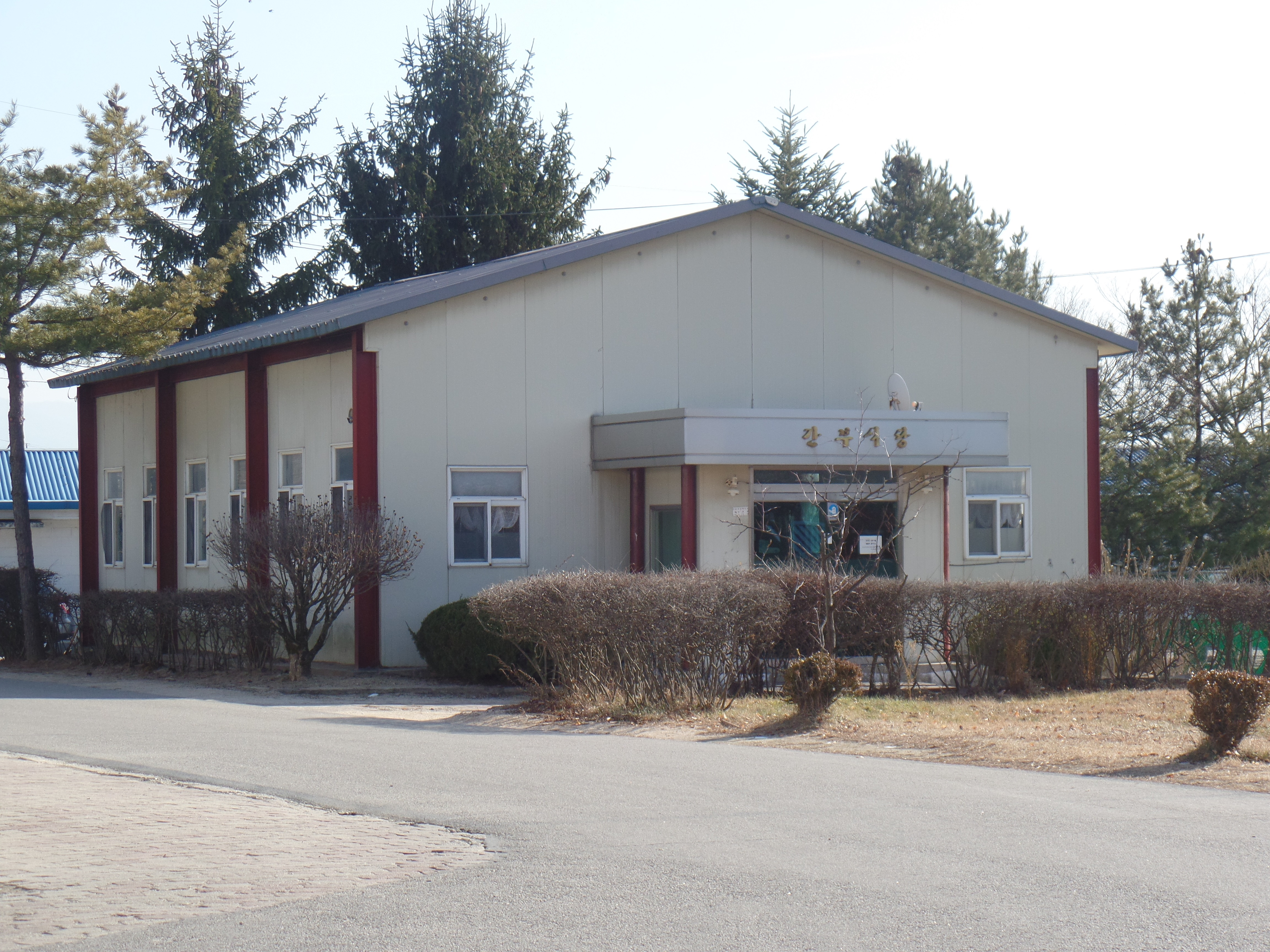
간부 식당 건물
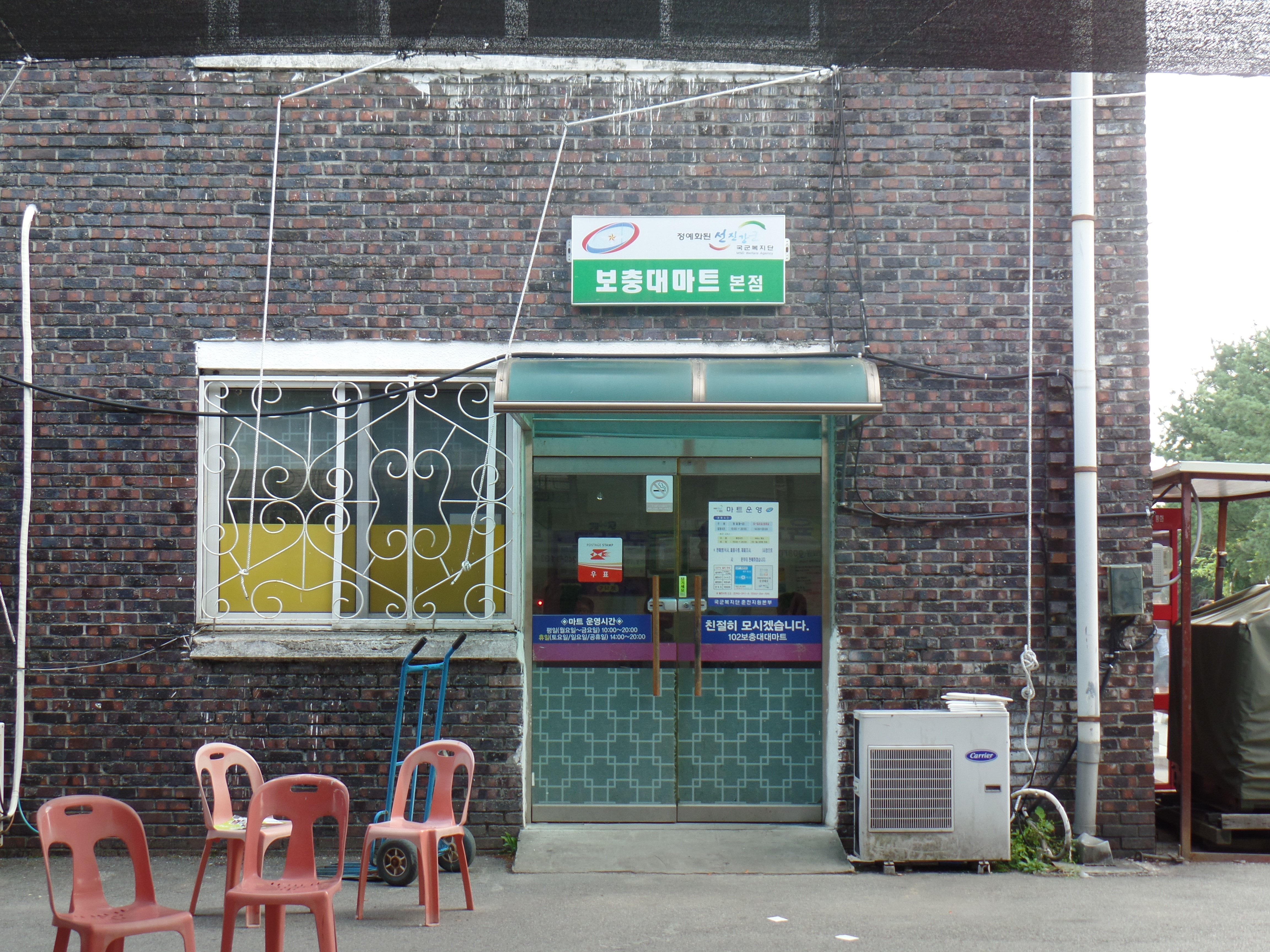
매점 입구
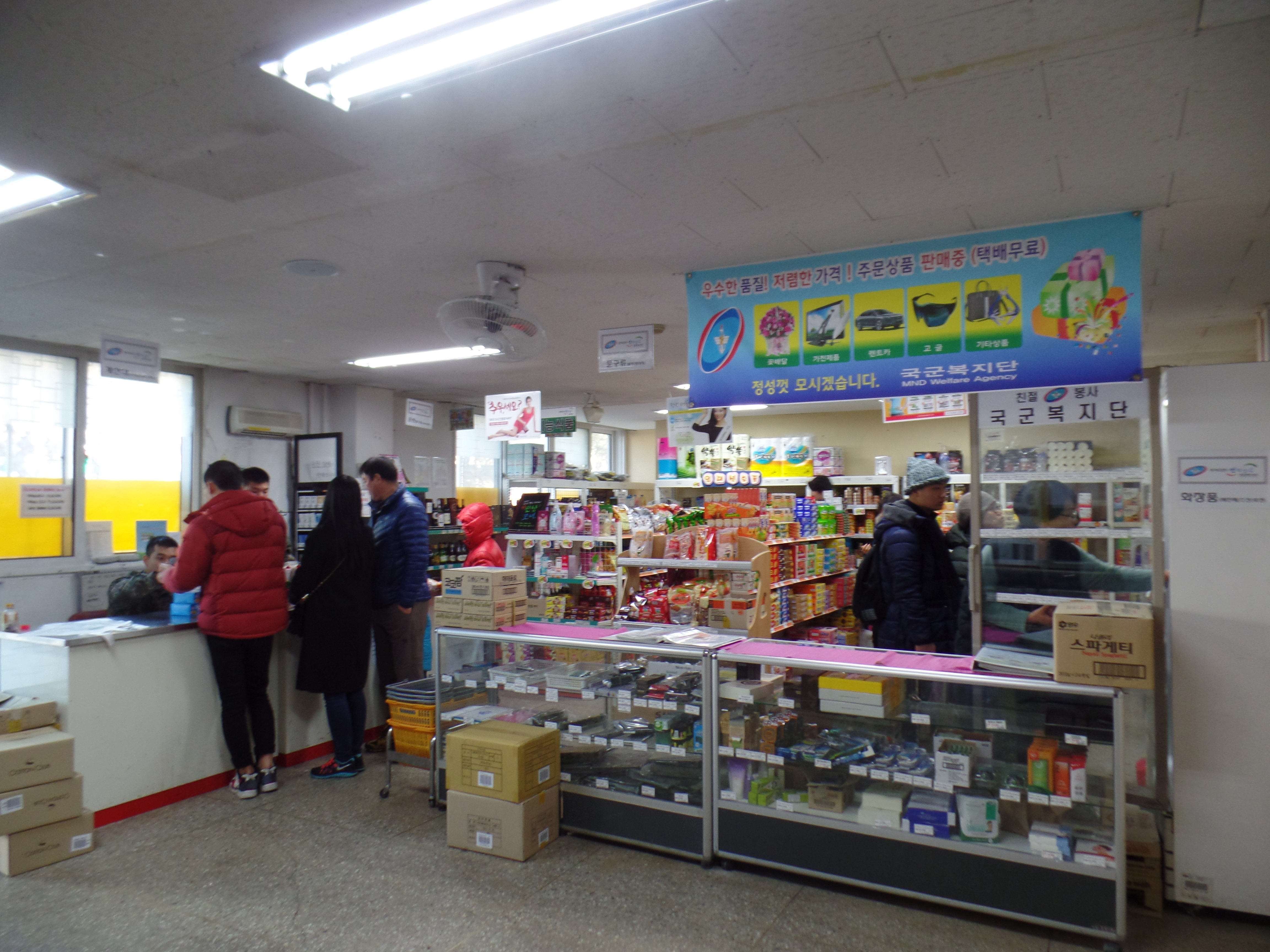
매점 내부
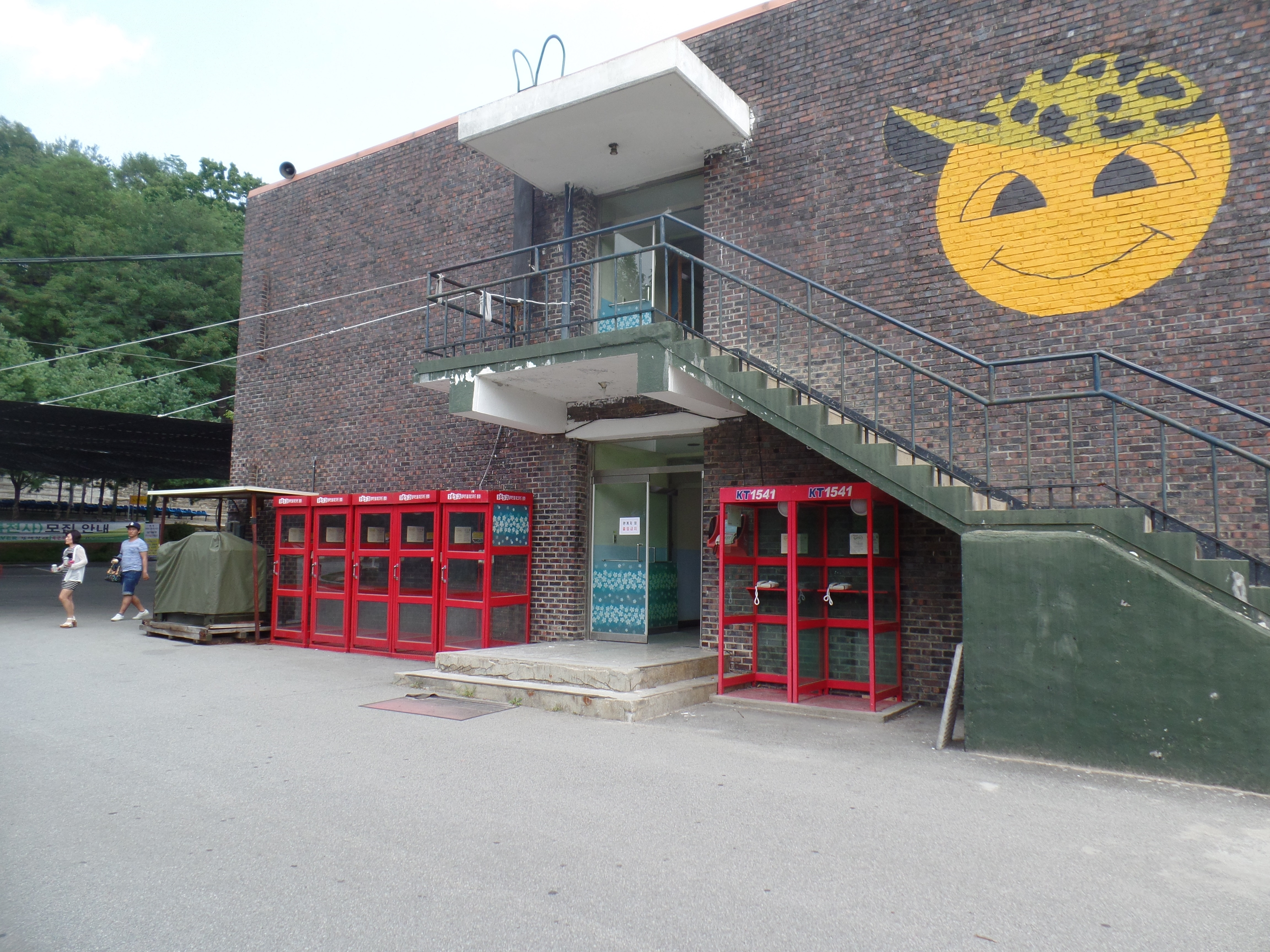
전화 부스
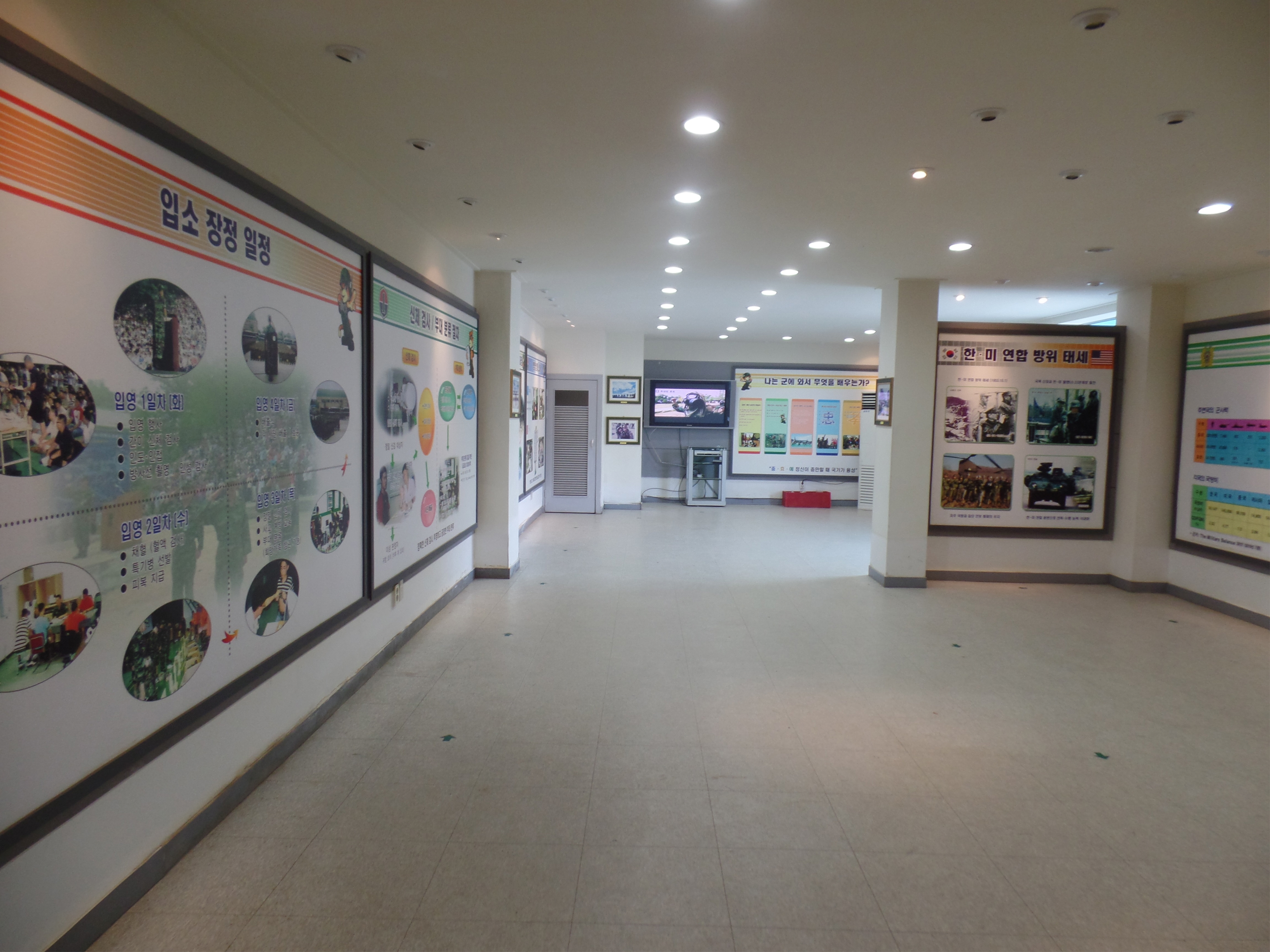
홍보관 내부
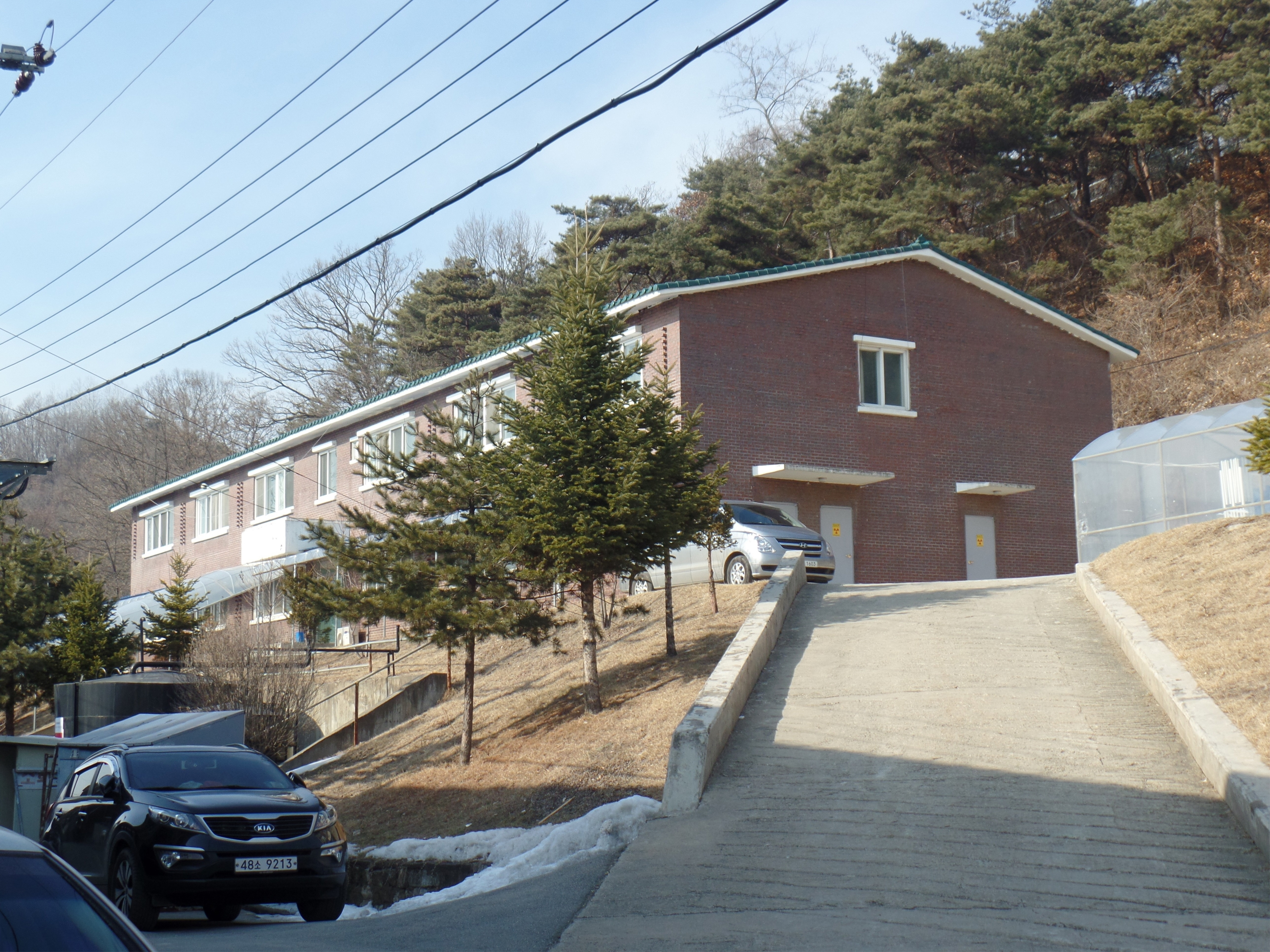
신체검사장(의무대) 건물
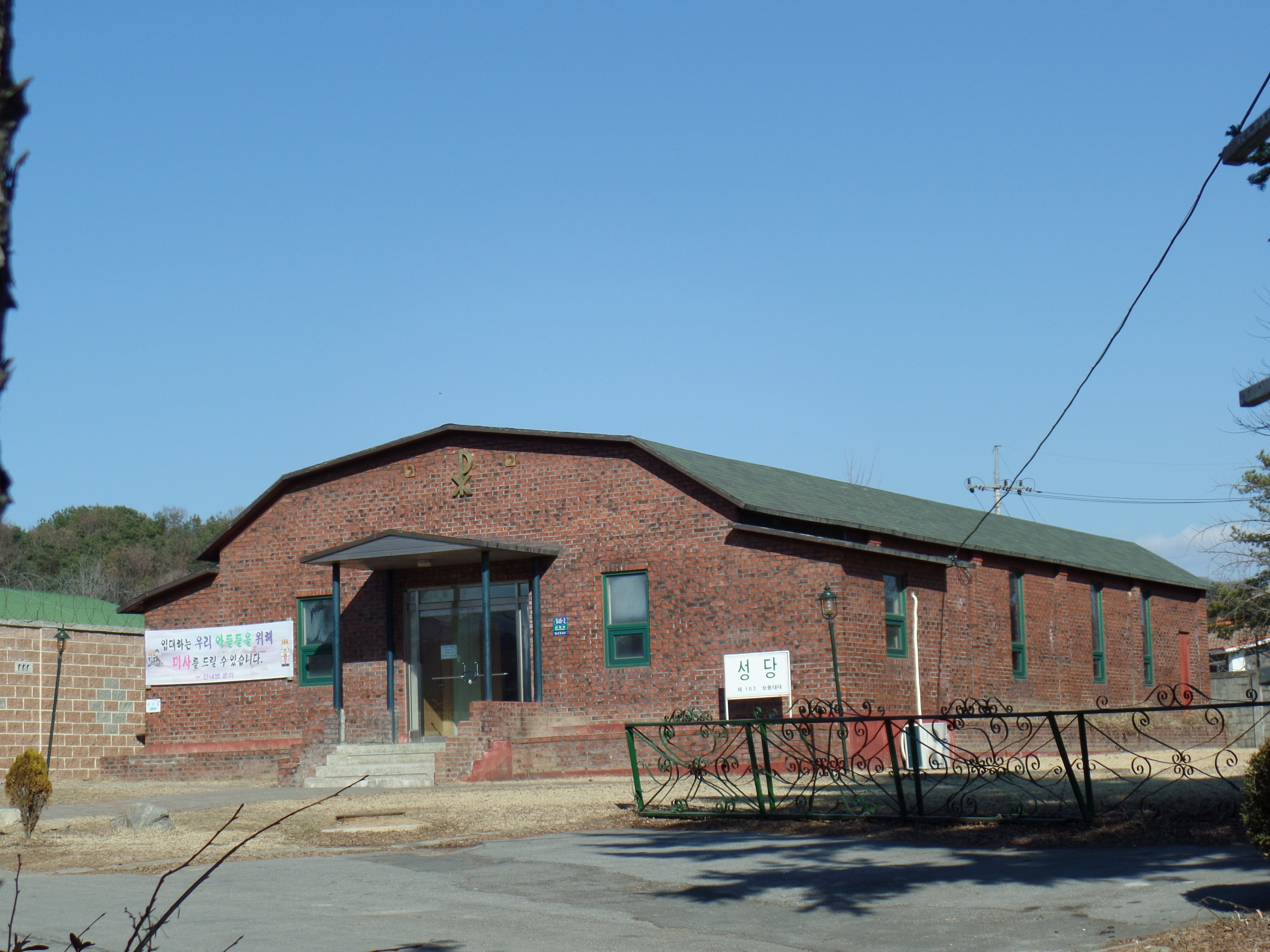
성당
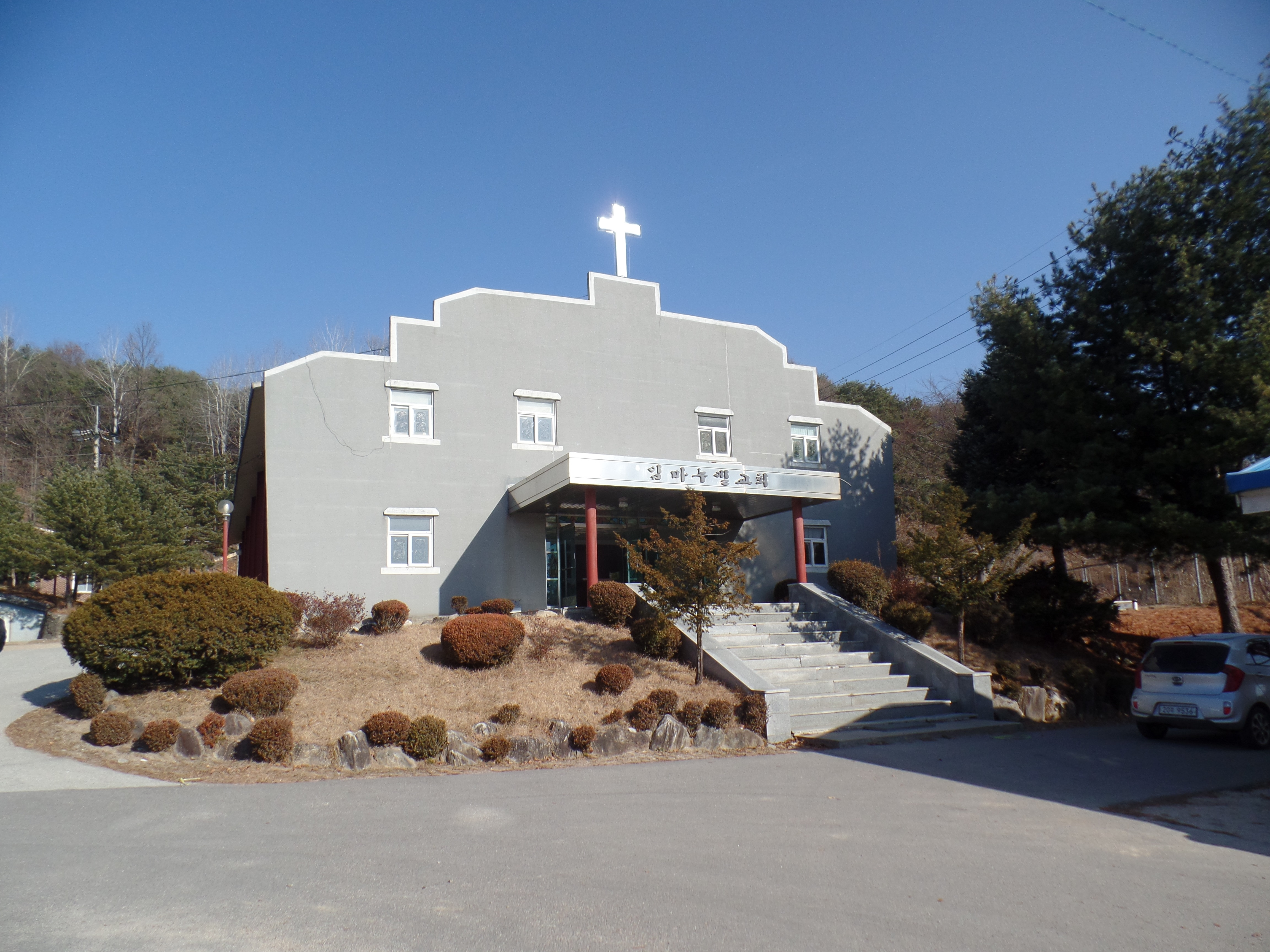
교회

## 같이 보기
- 대한민국의 병역 제도
- 제306보충대대